# Persenet
Persenet (Personet, Persent) je bila princeza i kraljica supruga drevnoga Egipta. Živjela je tijekom 4. dinastije. Bila je kćer faraona Kufua, supruga svoga brata, faraona Kafre te majka princa Nikaure. Bila je Snofruova unuka i Hunijeva praunuka.
Naslovi kraljice Persenet:
- "Kraljeva kćer od njegova tijela"
- "Kraljeva voljena žena"
- "Velika od žezla"

Persenet je pokopana u grobnici G 8156 u Gizi. Grobnica je ponekad zvana LG 88. To je mastaba smještena na visoravni Gize. Na zidovima grobnice nema ukrasa.

## Vanjske poveznice
|  | Zajednički poslužitelj ima još gradiva o temi Persenet |